# インヒューマンズ (テレビドラマ)
『インヒューマンズ』（Marvel's Inhumans, またはInhumans）は、マーベル・コミックを原作とし、米ABCで2017年に放送されたアメリカ合衆国のテレビドラマ。

## 概要
様々な「マーベル・コミック」の実写映画を、同一の世界観のクロスオーバー作品として扱う『マーベル・シネマティック・ユニバース』シリーズのスピンオフ作品であり、同シリーズの映画作品群と世界観を共有している。撮影はアメリカ合衆国ハワイ州で行われ、米国では2017年9月末にABCにて放送された。1話と2話がIMAXで撮影され、2017年9月初めにIMAXで劇場公開された。
日本では2018年3月にBSテレビ局のDlifeで放送され、動画配信サービスのhuluでも配信。また、米国と同様に1話と2話が2018年2月初めから1週間限定で全国約20箇所のIMAXシアターで上映された。

## 製作
米ABC局が製作と放送を担当。当初は2018年に映画版「インヒューマンズ」を全米公開すると発表されていたが、2019年に公開日を延期したのち、2016年4月に棚上げを発表していた。その後、ドラマとしての製作に変更された。シーズン1で打ち切りとなった。
ドラマ内で使われる手話はオリジナルのものである。また、マーベルのドラマでは初となるフルCGIキャラクター（ロックジョー）が登場する。

## あらすじ
インヒューマンズの威厳ある王ブラックボルトは、軽くささやくだけで都市を破壊できるほどの声の力を持っていた。ある日、軍事クーデターによって月を追われて散り散りになった彼ら王族たち (=ロイヤルファミリー) は、地球のハワイへと逃れる。ハワイの豊かな自然と文化、そこに暮らす人々との触れあいは、ロイヤルファミリーにとって思いがけないものであった。しかもそれは、彼らだけでなく、地球を救う鍵となっていく。だが、これまでの生き方が永遠に失われてしまう前に、彼らは何としてでも、自分の故郷に再び戻らなければならない。

## 登場人物
ブラッカガー・ボルタゴン / ブラックボルト
演 - アンソン・マウント、日本語吹替 - 不明
インヒューマンズの威厳あるアティランの王。その声の破壊力は途方もなく、軽く囁くだけで街ひとつぐらいは破壊することができる。手話でコミュニケーションをとる。
メデューサ
演 - セリンダ・スワン、日本語吹替 - 舞山裕子
ブラックボルトの妻にして、インヒューマンズの女王。語らないブラックボルトの意思を、手話を通じて周囲に伝える。長い髪を自由自在に動かす能力を持つ。
マクシマス
演 - イワン・リオン、日本語吹替 - 阪口周平
ブラックボルトの弟。インヒューマンズとしての特殊能力が出現せず、軽んじられていたため、ロイヤルファミリーに反感を抱いている。才知に優れ、アティランの住民たちを思う気持ちが強く、地球への移住を提言している。自身が王位に着きたいという強烈な願望も心の底に秘めている。
カルナク
演 - ケン・レオン、日本語吹替 - 高口公介
ブラックボルトのいとこにして、最も親しい相談役。人々、計画、構造など、何もかもについてその欠点を見抜く能力を持つ。
ゴーゴン
演 - エミ・イクワーカー、日本語吹替 - 松田健一郎
ブラックボルトのいとこにして、ロイヤルファミリーの一員。アティランの軍を率いる。強靭な脚を持ち、蹄になっている足で地面を踏み付けると、破壊力のある地震波を巻き起こすことが出来る。
クリスタル
演 - イザベル・コーニッシュ、日本語吹替 - 下山田綾華
メデューサの妹にして、ロイヤルファミリーの最年少メンバー。四元素の火、土、水、空気を操る能力を持つ。衝動的で自由奔放だが、自分のファミリーに対してはとても強い愛情を持っている。
ロックジョー
クリスタルの飼い犬。異次元空間にも行けるテレポート能力を持ち、ロイヤルファミリーをサポートする。体重は910キロ。英語や手話も理解することができる。
ルイーズ
演 - エレン・ウォグロム、日本語吹替 - 大井麻利衣
民間航空宇宙会社で月の研究をしている。
トライトン
演 - マイク・モー
ブラックボルトのいとこ。プレッシャーのかかる状況でも常に沈着冷静、非常に高い身体能力を持つ。水中で暮らすことが出来る。
オーラン
演 - ソーニャ・バルモレス、日本語吹替 - 相川奈都姫
マクシマスの同胞。
ローカス
演 - すみれ、日本語吹替 - すみれ
エコーロケーション能力を持つ。
フローラ
演 - クリスタ・アルバレス
植物を操る能力を持つ。
モーディス
演 - ブリジャー・サディーナ
顔から炎を出す能力を持つ。普段はマスクを被っている。
アゴン
演 - マイケル・バイー、日本語吹替 - 仲野裕
ブラックボルトとマキシマスの父であり、元アティランの王。
ラインダ
演 - タニヤ・クラーク
ブラックボルトとマキシマスの母であり、元アティランの女王。アゴンの妻。
エヴァン・デクラン
演 - ヘンリー・イアン・キュージック、日本語吹替 - 木下浩之
地球上でインヒューマンズを研究している遺伝学者。
ジョージ・アッシュランド
演 - トム・ライト、日本語吹替 - 塾一久
ルイーズの上司。

## エピソード一覧
| 話数 | タイトル | 原題                                  | 監督                       | 脚本                            | 日本での放送日 | 米国での放送日 | U.S. 視聴者数 （百万人） |
| ---- | -------- | ------------------------------------- | -------------------------- | ------------------------------- | -------------- | -------------- | ------------------------ |
| 1    | 岐路     | "Behold... The Inhumans"              | ロエル・レイネ             | Scott Buck                      | 2018年3月3日   | 2017年9月29日  | 3.75                     |
| 2    | 離散     | "Those Who Would Destroy Us"          | ロエル・レイネ             | Scott Buck                      | 2018年3月10日  | 2017年9月29日  | 3.75                     |
| 3    | 分断     | "Divide and Conquer"                  | Chris Fisher               | Rick Cleveland                  | 2018年3月17日  | 2017年10月6日  | 2.78                     |
| 4    | 追跡     | "Make Way for... Medusa"              | David Straiton             | Wendy West                      | 2018年3月24日  | 2017年10月13日 | 2.30                     |
| 5    | 合流     | "Something Inhuman This Way Comes..." | ケヴィン・タンチャローエン | Scott Reynolds                  | 2018年3月31日  | 2017年10月20日 | 1.98                     |
| 6    | 反乱     | "The Gentleman's Name is Gorgon"      | Neasa Hardiman             | Charles Murray                  | 2018年4月7日   | 2017年10月27日 | 2.05                     |
| 7    | 再生     | "Havoc in the Hidden Land"            | Chris Fisher               | Quinton Peeples                 | 2018年4月14日  | 2017年11月3日  | 1.96                     |
| 8    | 脱出     | "...And Finally: Black Bolt"          | Billy Gierhart             | Rick Cleveland & Scott Reynolds | 2018年4月21日  | 2017年11月10日 | 1.95                     |

## 用語
アティラン
月面上にある高度な文明の発達した都市。地下には水が存在する。住人は成人を迎えると儀式としてテリジェネシスを行うが、能力が覚醒しない者が稀にいる。能力が覚醒しない者はアティランの地下鉱山での労働を強いられる。
インヒューマンズ
異星人クリーによって太古の昔に生み出された改造人間。インヒューマンズの遺伝子を持って生まれた人間はそれだけでは能力は覚醒せず、「テリジェン」と呼ばれる物質を使い「テリジェネシス」という変異を経てインヒューマンズになる。生えた羽を使い空を飛ぶ能力、触れることでその人の経験する未来を見ることができる能力など様々であるが、実際に儀式を受けないとどんな能力に目覚めるのかは分からない。
同じマーベル・シネマティック・ユニバースのドラマ『エージェント・オブ・シールド』にも登場するが、彼らは地球上に残ったインヒューマンズと、地球の海に拡散したテリジェンの影響で望まず覚醒した者たちであり、アティランや月のインヒューマンズの存在は知られていない。